# Huang Xianfan
Huang Xianfan(limba chineză:黄现璠/黄現璠; n. 13 noiembrie 1899, Fusui - d. 18 ianuarie 1982, Guilin) a fost un istoric și antropolog chinez.

## Biografie
Huang Xianfan s-a născut la data de 13 noiembrie 1899 în comuna Qujiu (județul Fusui). Părinții săi erau foarte săraci, mama lui murind de boală când Huang avea 10 ani. Huang a avut doi frați: Huang Jin-dong și Huang Jinming, precum și două surori: Huang Lanying și Huang Meili. Într-un alt document se mai pomenește și de o altă soră: Huang Dongmei.
După absolvirea școlii elementare și a studiilor liceale în orașul natal, a studiat istoria. A studiat apoi la Universitatea din Beijing(1926-1935. După absolvirea facultății, a plecat în Japonia, unde a studiat la Universitatea din Tokio(1935-1937). În toamna anului 1937, după întoarcerea în China, a lucrat ca profesor la licee din Nanning(1937-1938), apoi a fost șef de lucrări și conferențiar universitar la Universitatea din Guangxi(1938-1940. Din 1941 în 1942 a fost profesor- asociat la Universitatea Sun Iat-sen din Guangdong. Din 1944 până în 1953 a fost profesor- asociat la Universitatea din Guangxi, apoi șef al catedrei de chineză(1949)și curator al Bibliotecii universitare de la Universitatea din Guangxi(1950-1953)și apoi profesor universitar de istorie antică și istorie generală din China la Institutul pedagogic din Guangxi(1954-1982).
A încetat din viață la data de 18 ianuarie 1982 în orașul Guilin. La înmormântarea lui, la cimitirul național din Guangxi, Qin Ying-ji, președinte al Regiunii Autonome Zhuangi Guangxi, a făcut următoarea caracterizare: "Profesorul Huang a fost un om modest, dar un mare caracter: un bursier bun și integru; un istoric care a strălucit prin cultură, hărnicie și onestitate științifică. A fost un profesor ilustru și un gânditor neostenit, cu inteligență sclipitoare și cu excepțională putere de analiză: a fost un om agreabil, înzestrat cu curaj moral și optimism robust, generat de luciditate și echilibru spiritual. A iubit adevărul și țara." 
Huang Xianfan a fondat prima școala din minorităților etnice: Școala Bagui

## Activitate
Activitatea sa poate fi împărțită în cinci domenii mari: învățământ, istoriografie, antropologie, studii de zhuang, politică.Toată activitatea depusă a fost menită să păstreze integritatea istorică, culturală, economică și teritorială a "naționalitate zhuang". Pentru împlinirea acestui scop se folosește deseori de istoria zhuang din Guangxi pe care a studiat-o de-a lungul anilor ca istoric.

### Învățământ
Cea de învățător/profesor este prima profesie exercitată 43 de ani. El iubește învățământ  și studii de învățământ. Din 1932 până în 1935 a fost membru de al Asociație de Studiu Învățământ în Universitatea Normală din Beijing. În ani sabatici a lucrat ca cercetător la Institutul de Studii Învățământ din Guangxi. Începând din 1981 el a fondat Universitatea din Lijiang, a lucrat ca Rectorul. El are mulți studenți, mulți dintre elevii săi mai târziu a fost profesor de Universitatea.

### Istoriografie
Își începe remarcabila sa carieră universitară în 1932, la prestigioasa Universitatea Normală din Beijing, simultan publicarea primelor sale cărți de specialitate din domeniul istoriei: Istoria generală a Chinei(în trei volume,1932-1934). Lucrările au la bază multe documente de istorică, la care se adaugă propria cercetare, explicațiile cauzale ale dezvoltării istoriei. Tema aceasta carte este foarte larg, și nu îi oferă posibilitatea unor cercetări amănunțite. Ceea ce își dorește este să reînvie trecutul și să-l folosească drept modalitate de a mobiliza conștiința istorică.
Pentru el, documentele istorice pe care istoricul le folosește nu sunt doar niște simple hârtii, ele sunt vieți ale oamenilor, ale provinciilor și popoarelor, totul trebuie să trăiască și să vorbească prin ele. Prin acest fel de a scrie istoria Huang Xianfan a încercat să ofere investigării trecutului un sens: istoria trebuie învățată pentru a putea face din prezent o durată a demnității umane. Huang Xianfan a considerat necesară considerarea moștenirii antichității ca un întreg de cunoștințe, istorice și filosofice.

### Studii de Zhuang
Între anii 1956 la1981, el a efectuat un studiu cuprinzător de istorie și cultură a Zhuang. Printre scrierile sale principale se numără și editarea operelor „ Istoric simplu al Zhuang”(1957), „Distribuția istorică a Zhuang Guangxi”(1957), „Poezie Zhuang ”(1957), „Sistem Tusi  în  Guixi”(1962), „ Evolutia Numele din Zhuang”(1980), „studiu a Oamenii Wuhu(un alt nume din Zhuang)”(1981),„Nong Zhigao” (publicate după moartea sa, 1983),„Istorie Generală al Zhuang”(Publicate după moartea sa, 1988), „Biografie critică al Wei Baqun” (publicate după moartea sa, 2008). Ca istoric, marea sa operă a fost „Istorie Generală al Zhuang”, pe care a scris-o în el a fost persecutat, începând cu 1958, rămasă în manuscris și publicată de Editura Etnice Guangxi, în 1988.Huang Xianfan a adunat informații din întreaga Istoric zhuang disponibilă, evaluând cu atenție valoarea informațiilor oferite și arătând o rară capacitate de critică și înțelegere. El a subliniat legătura strânsă dintre istorie și cultură a zhuanglor, investigând minuțios natura de cultură zhuang, în măsura în care aceasta poate fi stabilită, precum și toate detaliile privind instrumentele istorie zhuang. În acest mod, el a pus bazele științifice studii de zhuang, și fost considerat întemeietorul studii de zhuang.

### Antropologie și etnografie
Activitatea științifică a lui Huang Xianfan a fost marcată de o continuă divagație prin domenii foarte diferite. Astfel, el și-a câștigat o poziție de prim rang în rândul cercetătorilor  antropologie și etnografie chinez, fost considerat întemeietorul în etnografie chinez. Începând cu 1943, el a efectuat frecvent investigații pe teren al etnic minoritare  în Guangxi, studiu Miao, Yao, Dong și Gelos, observând cultura primitiva, practicarea magiei și formarea conceptelor religioase la sălbatici, ca și viața erotica a acestora. Lucrările sale principale în acest domeniu au fost: „ Statutul Educație de Miao”(1946-1947), „Politice Democratice de Ganizarea Socială Miao”(1947), „Raport Investigații de etnic minoritare în Hechi”(1953), „ Raport Investigații de etnic minoritare în Luochen”(1954), „ Raport Investigații de etnic minoritare în Nandan”(1954), „Sistem Tusi în Guixi”(1962),„Raport Investigații de Zhuang în Daxin”(1957). Huang Xianfan a fondat prima școlii în etnografie chinez: Școala Bagui. Huang Xianfan a fost un membru fondator al Asociația Etnografie Chinez, membru fondator al Asociația Etnografie sud-vestul Chinez, Vicepreședinte al Asociația Naționalitate Baiyue Chinez.

### Politică
Huang Xianfan a fost un membru al Congresului Național al Poporului, membru al Comitetul Etnice de Congresului Național al Poporului și membru al Conferința Politice Consultative de Poporului Chinez. El a dat de multe ori un discurs în parlament națională, seek interesele politice al naționalitate minoritare.

## Opera
A publicat peste 100 lucrări științifice, din care peste 10 cărți, în special despre istoria antică chineză, folclor, minoritățile etnice, istoria și cultura Zhuang, printre care Istoria generală a Chinei(în trei volume, 1932-1934, Liceul de istorie(două volume, 1933), Agricultorii din Dinastia Yuan(1934, Societatea în Dinastia Tang(1936, 1937)Salvării Naționale Miscarea de elevi din Dinastia Song(1936, 1956, 1965, Un scurt istoric al Zhuang(1957, Nong Zhi Gao(publicate după moartea sa, 1983)  istorie generală al Zhuang(Publicate după moartea sa, 1988, Studiu de antice cărți(Publicate după moartea sa, 2004)și Biografie critică al lui Wei Ba Qun (publicate după moartea sa, 2008).